# Dauphin (Q120)
Pour les autres navires du même nom, voir Dauphin (navire).
Le Dauphin (Q120) était un sous-marin de la Marine nationale française, qui a servi durant l'entre-deux-guerres et la Seconde Guerre mondiale, sous trois pavillons, de 1925 à 1943.